# René Fournier
René Fournier (* 13. April 1921 in Tours) ist ein französischer Luftfahrtkonstrukteur, der seit 1960 verschiedene Reiseflugzeug- und Motorsegler-Varianten entwickelte und über Lizenzvergaben in Baubetrieben herstellen ließ.

## Leben
René Fournier wurde am 13. April 1921 im französischen Tours geboren. Während des Zweiten Weltkriegs erhielt Fournier beim französischen Militär eine Ausbildung zum Flugzeugmechaniker. Die Niederlage Frankreichs 1940 überstand Fournier in Tunesien. Nach dem Zweiten Weltkrieg sammelte Fournier erste flug- und konstruktionstechnische Erfahrungen bei Etienne de Nazaris in Cahors. Hauptberuflich war Fournier in Tours als Kunst-Keramiker tätig und unterhielt hier eine eigene Keramikwerkstatt. Als in Frankreich im August 1951 der Preis für den besten Amateur-Flugzeughersteller von der RSA (Réseau du Sport de l’Air) in Montargis ausgeschrieben wurde, erhielt René Fournier als Keramiker den Auftrag zur Schaffung eines geeigneten Siegerpokals. Inspiriert durch diesen Auftrag begann René Fournier sich in den fünfziger Jahren mit der Konstruktion von Flugzeugen zu beschäftigen. Ende der fünfziger Jahre schuf Fournier unter der Bezeichnung „Avions Planeur“ den Entwurf eines leichten Sportflugzeugs in Holzbauweise, das aerodynamisch den Anforderungen eines Segelflugzeugs genügte und sowohl mit als auch ohne Motor betrieben werden konnte.

### Fournier Avion Planeur (1960)
Seit 1957 entstand das erste „Avions Planeur“ von René Fournier unter der Bezeichnung Fournier RF-1 in Cannes an der Côte d’Azur. Sie entstand in dreijähriger Bauzeit und war im Frühjahr 1960 bereit zum Erstflug. Da René Fournier zu dieser Zeit weder einen Testpiloten- noch Flugschein besaß, übernahm der ebenfalls in Cannes ansässige Charles Fauvel am 30. Mai 1960 den ersten Flug mit einem Fournier-Flugzeug. Die weitere Erprobung der RF-1 für die vereinfachte Nachweisführung der Eigennutzung führte Fourniers Fluglehrer Michel Ciret in Cannes durch. Nach dreijährigem Aufenthalt in Cannes kehrte René Fournier im September 1960 nach Tours zurück. Bernard Chauvreau, mit dem Fournier Mitte der 50er Jahre in Tours seine ersten Flugstunden absolviert hatte und der inzwischen über eine Testpiloten-Lizenz verfügte, übernahm die fliegerische Betreuung von Fourniers RF-1. Er absolvierte weitere Testflüge mit der RF-1 und präsentierte diese auf Flugtagen in Frankreich. Bei einem Flugtag in Dijon ging die RF-1 mit Bernard Chauvreau am Steuer durch Absturz verloren. Mehr als 35 Jahre lang arbeiteten Chauvreau und Fournier bei der Erprobung von Fournier-Flugzeugen zusammen. Sämtliche Fournier-Prototypen starteten mit Bernard Chauvreau zu ihrem Erstflug. Bei Alpavia war Chauvreau später als Werkpilot tätig, bevor er als Berufspilot bei einer regionalen Fluggesellschaft tätig wurde.

### Fournier und d’Assche (1962–1966)
Die RF-1 fand unter den französischen Sportfliegern Anfang der sechziger Jahre große Aufmerksamkeit. Daher erhielt Fournier für den Bau von zwei weiteren Prototypen der weiterentwickelten Fournier RF-2 finanzielle Unterstützung durch den französischen Staat, mit dem die luftrechtliche Zulassung des Flugzeugs und der Aufbau einer Serienproduktion finanziert werden sollte. Mit dem Bau der Prototypen beauftragte René Fournier das Centre Est Aeronautique (CEA) von Pierre Robin in Dijon, wo die ersten Strukturbauteile im Herbst 1961 gebaut wurden. Da Robin mit der Jodel DR 100 selbst bereits über ein vergleichbares Flugzeugmuster verfügte, zeigte der wenig Interesse an der Aufnahme einer Serienproduktion.

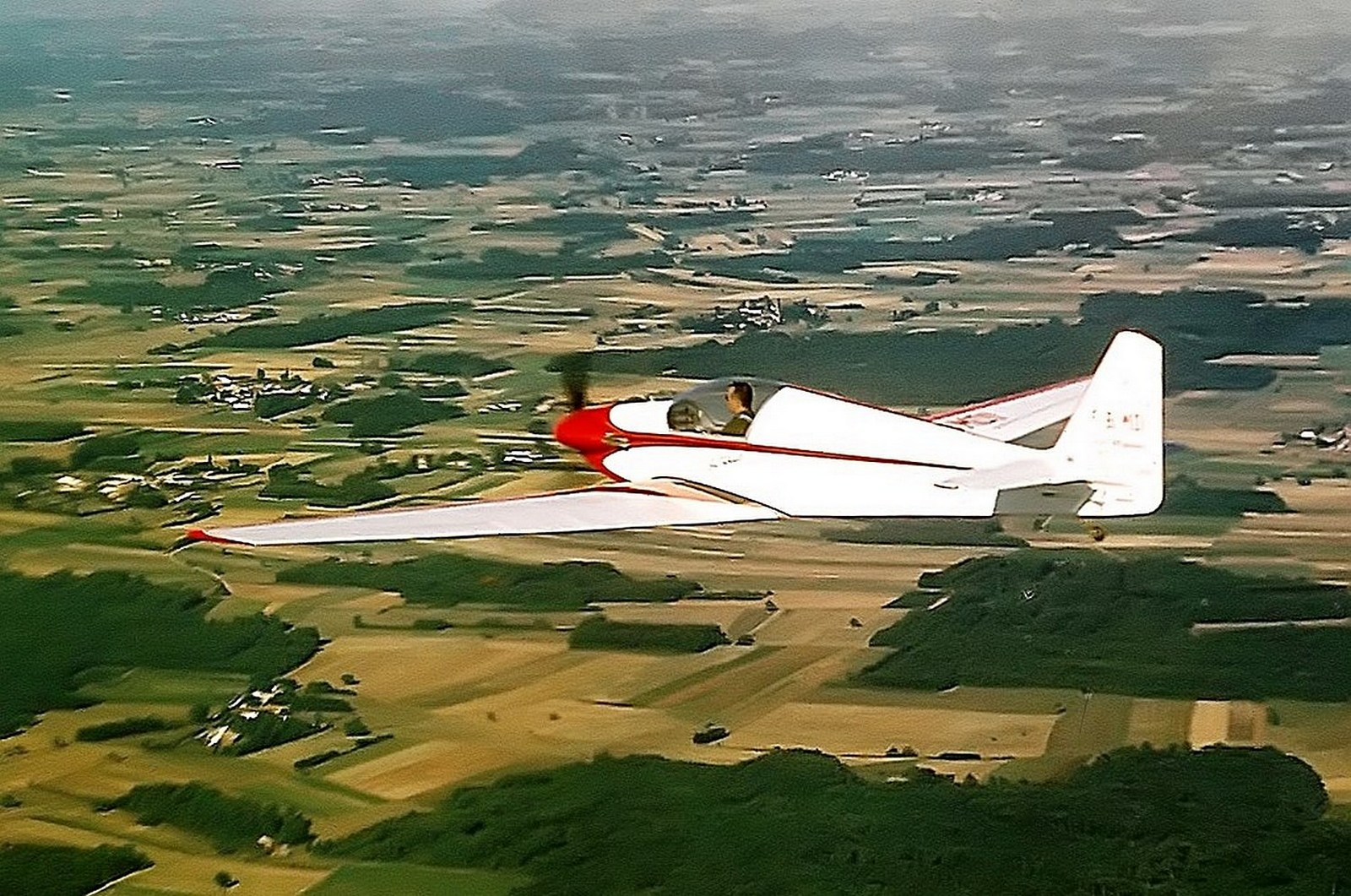
Fournier RF-3

Nachdem sich auch der Bau der Prototypen bei CEA immer wieder verzögerte, trennte sich René Fournier von Pierre Robin und ging eine neue Partnerschaft mit dem Comte Antoine d’Assche ein, der in Gap-Tallard die Société Alpavia als Flugzeugbau-Unternehmen betrieb. D’Assche übernahm im März 1962 die Fertigstellung der beiden RF-2 und erwarb 1963 die Lizenzrechte zum Bau der Serienversion Fournier RF 3. Fournier beendete daraufhin seine hauptberufliche Keramikertätigkeit und widmete sich ausschließlich der Flugzeugentwicklung. Fourniers früherer Partner Bernard Chauvreau stieg bei Alpavia als Testpilot ein. Mehr als zehn Jahre arbeiteten d’Assche und Fournier bei Produktion und Vermarktung von Fournier-Flugzeugen zusammen. D’Assche schloss seinen Produktionsbetrieb in Gap-Tallard 1966 und beteiligte sich am neuen Fournier-Produktionsbetrieb Sportavia in Deutschland. Ab 1966 war d’Assche für den Vertrieb von Fournier-Flugzeugen in frankophonen Regionen verantwortlich, bevor er sich Anfang der 70er Jahre vollständig aus der Luftfahrt zurückzog.

### Fournier und Sportavia-Pützer (1966–1973)
Bereits 1963 war Alfons Pützer an einer Serienproduktion der RF 3 beim Pützer Flugzeugbau in Bonn interessiert. Ab 1964 übernahm Pützer die Zulassung und den Vertrieb von Fournier-Flugzeugen im deutschsprachigen Raum. Da d’Assche bei Alpavia Mitte der 60er Jahre keine Wachstumsmöglichkeiten hatte, gründete er gemeinsam mit Alfons Pützer 1964 auf der Dahlemer Binz in Deutschland die Firma Sportavia-Pützer. Nach Auslaufen der RF 3-Produktion baute Alpavia für Fournier in Gap-Tallard noch drei Prototypen der RF 4, während die Serienproduktion von 155 Serienmaschinen ab 1967 unter der Bezeichnung RF 4D bei Sportavia-Pützer in Deutschland stattfand. Auch die zweisitzige Weiterentwicklung Fournier RF 5 wurde später bei Sportavia in Lizenz gebaut. Alfons Pützer nahm in diesen Jahren starken Einfluss auf die Entwicklungsarbeit von René Fournier und entwickelte einige Fournier-Konstruktionen bei Sportavia eigenständig weiter. Auch die Entwicklung der viersitzigen Fournier RF-6B und der einsitzigen Fournier RF-7 ging auf eine Initiative von Alfons Pützer zurück. Nach der vollständigen Übernahme von Sportavia-Pützer durch das Mönchengladbacher Flugzeugbau-Unternehmen Rhein-Flugzeugbau schwächte sich die Zusammenarbeit von Fournier und Pützer Mitte der 70er Jahre ab. Fournier machte sich 1974 selbstständig, während Sportavia eigene Weiterentwicklungen aus der fast zehnjährigen Zusammenarbeit mit Fournier in den Folgejahren ableitete.

### Avions Fournier und René Caillet (ab 1974–1986)
Schon 1967 hatte René Fournier seine Entwicklungstätigkeit vom früheren Alpavia Standort Gap-Tallard nach Nitray bei Tours verlagert. Sein Freund Etienne d’Halluin errichtete auf seinem Privatgelände in Nitray einen eigenen Hangar für Fournier und gestattete Fournier die Nutzung seiner privaten Start- und Landebahn für die Flugerprobung seiner Prototypen.
Nach dem Ende der Zusammenarbeit mit Sportavia gründete René Fournier 1974 in Nitray seinen eigenen Flugzeugbaubetrieb „Avions Fournier“. Auf dem Privatgelände von d’Halluin wurde eine größere Werkhalle errichtet und das Flugfeld erhielt einen befestigten Taxiway zur Startbahn. Ab 1976 begann die Produktion der von Fournier weiterentwickelten, zweisitzigen Trainervariante der Fournier RF-6 als RF-6B in Nitray. Bereits Ende 1977 musste Fournier die RF-6-Produktion aus finanziellen Gründen wieder einstellen. René Caillet erwarb 1978 die Reste des Produktionsbetriebs in Nitray und setzte die Produktion der RF-6B und die Entwicklungsarbeiten an der zweisitzigen Fournier RF-9 mit René Fournier als technischem Berater unter dem neuen Namen „Fournier Aviation“ in Nitray fort. Auf seine Anregung entstand Anfang der achtziger Jahre auch das erste GFK-Flugzeug von René Fournier unter der Bezeichnung Fournier RF-10. In Nitray wurden bis Mitte der 80er Jahre aber nur noch wenige Serienflugzeuge gebaut.
Die Lizenzrechte an der RF-6 gab Caillet später an Slingsby Aviation in England ab, die die RF-6 als Firefly T67 und T3A in größeren Stückzahlen für die USAF bauten. Die Fournier RF-9 erwies sich als zu komplex und teuer und ging ebenfalls nicht in Serie. Mit der Fournier RF-10 entstand erstmals ein Fournier-Flugzeug aus Verbundwerkstoffen. Einige wenige Exemplare wurden bei Marmande in Frankreich gebaut. Caillet verkaufte die Rechte an der RF-10 an die Firma Aeronaves e Motores (Aeromot) in Brasilien, die eine größere Serie unter der Bezeichnung AMT-100 Ximango aufnahm. Der Flugzeugbau in Nitray endete 1986 mit der Auflösung von Fournier Aviation.

### Fournier und Aeronautica de Jaén (1986–1991)
Nach der Schließung von Fournier Aviation wurde René Fournier 1986 für Jose Bautista de la Torre als Berater tätig. De la Torre beabsichtigte den Aufbau eines Flugzeugbaubetriebs im spanischen Baes de Segura in der andalusischen Provinz Jaén. René Fournier überzeugte de la Torre von der Aufnahme einer erneuten Produktion der Fournier RF 5 in Baes. Die Produktion der RF 5 wurde 1990 in Baes aufgenommen. Bis 1995 entstanden in Spanien allerdings nur 10 spanische RF 5-AJ1.

### Fournier und Daout (Arc Atlantique) (ab 1991–1995)
Im Alter von fast 70 Jahren übernahm René Fournier Anfang der 90er Jahre als Berater der Arc Atlantique bei Andre Daout unter der Bezeichnung Fournier RF-47 die Entwicklungsarbeiten an einem Trainingsflugzeug. Daout hatte mit der FNA den Bedarf von fast 1600 Trainingsflugzeugen in Frankreich bis Ende des Jahrtausends ermittelt, für den Fournier die RF-47 entwickeln sollte. Der Prototyp flog 1995 und wurde danach in einer kleinen Serie bei Euravial gebaut, bis diese 1999 den Betrieb einstellte. René Fournier zog sich Mitte der 90er Jahre endgültig aus seiner Laufbahn als Flugzeugentwickler zurück.

### Sonstige Partnerschaften
Mit dem zweisitzigen Trainerflugzeug Fournier RF-8 entstand Anfang der 70er Jahre das erste Metallflugzeug von Fournier im Auftrag der französischen Armee. Obwohl Fournier zu dieser Zeit eng mit Sportavia-Pützer zusammenarbeitete, die allerdings keine Metallbau-Erfahrung hatte, benötigte René Fournier eine Partnerschaft mit einem französischen Unternehmen, um die Fördermittel des französischen Staats für dieses Flugzeug in Anspruch nehmen zu können. Hieraus entstand die Zusammenarbeit mit dem französischen Luftfahrtunternehmen Indraero, das zwischen 1971 und 1974 den Prototyp der RF-8 baute. Der Prototyp blieb allerdings ein Einzelstück, nachdem sich die französischen Luftstreitkräfte für ein anderes Flugzeugmuster entschieden hatten. Eine weitere Zusammenarbeit zwischen Fournier und Indraero kam nicht zustande.

## Flugzeug-Entwicklungen von René Fournier
Fast 1100 von René Fournier konzipierte Flugzeuge entstanden zwischen 1960 und 2007
in zehn verschiedenen Hersteller- oder Lizenzbaubetrieben:
- Fournier RF-1 – Erstentwicklung von René Fournier, 1960, Einzelstück (F-WJGX)
- Fournier RF-2 – überarbeitete RF-1 für franz. Regierung, 1962, 2 Stück bei Robin gebaut (F-WJSR, F-WJSY) (1962)
- Fournier RF 3 – überarbeitete Serienmaschine der RF-2, 1963, 88 Stück bei Alpavia gebaut (1963–1966)
- Fournier RF 4 – kunstflugtaugliche Weiterentwicklung der RF 3, 1966, 3 Prototypen bei Alpavia gebaut, WNr. 4001-4003 (1966)
- Sportavia RF 4D – modifizierte RF 4 bei Sportavia, 1966, 159 Stück gebaut bei Sportavia-Pützer, WNr. 4004-4158 (1967–1969)
- Fournier RF 5 – zweisitzige Variante der RF 4, 1968, 1 × Prototyp bei René Fournier, 135 Stück Sportavia-Pützer (1969–1975), 10 Stück Aero Jaen (1991–1995)
- Sportavia RF 5B Sperber – modifizierte RF 5 bei Sportavia, 1971, 80 Stück bei Sportavia gebaut, WNr. 51001-51079 (1971–1977)
- Sportavia C1/S5 – bis zu 5 Erprobungsträger bei Sportavia auf der Basis RF 5 (Leiseflieger, Radarmessung)
- Fournier RF-6 – 2+2-sitziges Sportflugzeug, 1973, 2 Prototypen
- Fournier RF-6B – zweisitzige Trainervariante der RF-6, 1975, 46 Stück gebaut in Nitray (1975–1980)
- Slingsby T67 Firefly – GFK-Modell der RF-6B von Slingsby Aviation, 287 Stück (1980–2002)
- Fournier RF-6C – viersitzige RF6 bei Sportavia, 1975, 4 Stück gebaut bei Sportavia, WNr. 6001-6004 (1975–1976)
- RFB-Sportavia RS-180 – weiterentwickelte RF-6C bei Sportavia, 1976, 18 Stück bei Sportavia gebaut, WNr. 6005-6022 (1976–1981)
- Fournier RF-7 – Weiterentwicklung der RF 4D für Sportavia mit Limbach L1700D, 1970, ein Prototyp
- Fournier RF-8 – Trainingsflugzeug für franz. Luftwaffe, 1973, ein Prototyp (F-WSOY) bei Indraéro fertiggestellt
- Fournier RF-9 – Motorsegler, 1977, 16 Exemplare gebaut bei Avions Fournier, ABS Aircraft in der Schweiz und Gomolzig in Deutschland
- Fournier RF-10 – Verbundwerkstoff-Flugzeug auf Basis RF-9, 1984, 14 Flugzeuge bei Marmande gebaut
- Aeromot AMT Ximango – RF-10 GFK-Modifikation bei Aeromot in Brasilien, 1986, 202 bei Aeronaves e Motores (1986–2007)
- Fournier RF-47 – kombinierte RF 4 und RF-7 als Trainervariante für Arc Atlantic Aviation, 1995, 2 Prototypen und 4 × Serienbau bei Euravial (1991–1999)